# Dīmītrīs Christofias
Dīmītrīs Christofias (IPA: [ðiˈmitɾis xɾiˈstofias]) (in greco: Δημήτρης Χριστόφιας; Dhikomo, 29 agosto 1946 – Nicosia, 21 giugno 2019) è stato un politico cipriota, di orientamento comunista.
Dal 2008 al 2013 è stato presidente della repubblica di Cipro. Si è trattato del primo capo di Stato comunista in un paese membro dell'Unione europea.

## Biografia
Figlio di un uomo politico, già da giovanissimo Christofias frequentò gli ambienti dell'estrema sinistra cipriota, in particolare le file dell'Organizzazione studentesca unita pancipriota. Nel 1964 si iscrisse al Partito Progressista dei Lavoratori (AKEL), un movimento marxista-leninista, alla Federazione pancipriota del lavoro e all'Organizzazione giovanile democratica unita. Nel 1964 concluse i suoi studi superiori al liceo commerciale di Nicosia. Nel 1969 entrò nel comitato centrale dell'Organizzazione giovanile democratica unita.
Successivamente Christofias studiò in Unione Sovietica, grazie a una borsa di studio offertagli dal partito. Parla fluentemente il russo. Si laureò e conseguì un dottorato in storia presso l'Accademia delle scienze sociali di Mosca: in URSS conobbe anche la sua futura moglie Elsie Chiratou e dopo averla sposata tornò in patria ad occuparsi di politica, inizialmente ancora con l'Organizzazione giovanile democratica unita. Nel 1974 ne divenne segretario organizzativo centrale e tre anni dopo fu eletto segretario generale: mantenne questo incarico fino al 1987.
Nel 1976 Christofias era diventato membro del comitato distrettuale di AKEL a Nicosia e Kyrenia e un funzionario nazionale di AKEL. Nel 1982 entrò nel comitato centrale del partito e nel 1986 nell'ufficio politico del comitato centrale. Nel 1987 divenne membro della segreteria centrale e un anno dopo, a seguito della morte di Ezekias Papaioannou, fu scelto come segretario nazionale del partito. Ricoprì tale incarico fino al febbraio 2009.
Deputato dal 1991 e componente di numerose commissioni parlamentari, dal 2001 Christofias presiedette la Camera dei Rappresentanti e il mandato quinquennale gli venne rinnovato nel 2006. In questi anni egli fu alleato, seppur talvolta critico, del presidente cipriota Tassos Papadopoulos.

### Presidente della repubblica
Nel 2008 Christofias decise di non sostenere Papadopoulos alle elezioni presidenziali e presentò la propria candidatura alla presidenza, venendo sostenuto da AKEL e dai Democratici Uniti. Al primo turno ricevette il 32,29% dei voti e fu ammesso al ballottaggio del 24 febbraio 2008, in cui si apparentò con Papadopoulos, che con il suo 31,79% non approdò al secondo turno ma fu l'ago della bilancia delle consultazioni. Il 24 febbraio 2008 Christofias sconfisse Ioannis Kasoulidis con il 53,4% dei consensi, riuscendo così a portare per la prima volta un partito comunista a vincere le elezioni in un paese dell'Unione europea.
Ha promesso di riprendere i negoziati per la riunificazione dell'isola e ne ha fatto la priorità del suo governo. Sebbene i suoi sforzi non abbiano portato alla riunificazione, sono stati compiuti alcuni progressi: ambulanze e lavoratori hanno potuto attraversare il confine, il commercio si è sviluppato, ecc. Si è opposto alla presenza di truppe straniere sull'isola. Si oppone alla presenza di basi militari britanniche sull'isola, che considera un retaggio della colonizzazione.
All'inizio del suo mandato ha aumentato il salario minimo e le pensioni. Una politica sociale che si è fermata quando le banche cipriote sono crollate in seguito alla crisi greca del 2012. L'Unione Europea ha accettato di concedere un piano di aiuti solo in cambio di una politica di austerità economica, quindi non è mai stato firmato da Dimitris Christofias. Cercò di limitare la crisi ottenendo un prestito di 2,5 miliardi di euro dalla Russia, pur opponendosi alle privatizzazioni richieste da Berlino. Il presidente deve anche affrontare un parlamento, dove il suo partito ha solo il 30% dei seggi, che respinge la sua proposta di aumentare le tasse sulle banche, responsabili della crisi.
Christofias entrò in carica come presidente della repubblica il 28 febbraio 2008. Dopo la rottura con due partiti alleati a causa delle crescenti difficoltà economiche e dell'esplosione che colpì la principale centrale elettrica del paese, nell'agosto 2011 Christofias formò un governo di minoranza. In relazione all'esplosione, nell'ottobre 2011 Christofias fu accusato di negligenza, ma rifiutò di dimettersi. Durante il suo mandato Cipro assunse per la prima volta la presidenza di turno del Consiglio dell'Unione europea.

## Posizioni politiche
Pur essendo comunista, in considerazione del volume ridotto dell'economia nazionale e del velleitarismo di tentativi rivoluzionari isolati ha dichiarato di non voler cambiare l'economia di libero mercato che vige a Cipro. Si è opposto all'ingresso di Cipro nella zona euro, chiedendo un rinvio di un anno per l'adesione. Fedele alla tradizione del movimento comunista, AKEL è noto come un partito pragmatico e aperto al dialogo, su vari temi vicino a posizioni socialdemocratiche.
Ha definito il crollo dell'URSS come un crimine contro l'umanità. Supporta la resistenza antiamericana di Cuba e si è dichiarato favorevole alla chiusura delle basi militari britanniche a Cipro.
Nel 2004 Christofias si oppose all'approvazione del piano delle Nazioni Unite per la riunificazione di Cipro, appoggiando la posizione del presidente Papadopoulos. Nel luglio 2007 ritirò il suo appoggio a Papadopoulos proprio per dissensi sulla conduzione dei negoziati con i turchi ciprioti. Durante la campagna elettorale del 2008 Christofias ha indicato la riunificazione del paese come una delle sue priorità, dichiarandosi a favore della ripresa dei negoziati e della creazione di una federazione bipartita. AKEL ha tradizionalmente buoni rapporti con i turchi ciprioti e Christofias ha buoni rapporti personali con il presidente turco cipriota. I negoziati tra le due comunità sono entrati nuovamente in una fase di stallo dopo l'elezione di un presidente nazionalista nella parte turca cipriota nell'aprile 2010.

## Vita personale
Christofias è sposato e ha tre figli.
Nel 2002 ha subito un trapianto di rene.

## Onorificenze

### Onorificenze straniere
- Gran croce della Chiesa dell'apostolo Marco, 2009[1]
- Laurea honoris causa dall'Università di Macedonia (2004), dall'Istituto statale di relazioni internazionali di Mosca (2008), dall'Università per stranieri di Perugia (2009), dall'Università di Patrasso (2010), dall'Università nazionale capodistriana di Atene (2010), dall'Università europea di Cipro (2011) e dall'Università di Mariupol (2011)[1].